# 아트 스쿨 컨피덴셜
《아트 스쿨 컨피덴셜》(영어: Art School Confidential)은 미국에서 제작된 테리 즈와이고프 감독의 2006년 코미디 드라마 영화이다. 맥스 밍겔라 등이 출연하였고, 존 맬커비치 등이 제작에 참여하였다.

## 출연
- 맥스 밍겔라
- 소파이아 마일스
- 존 맬커비치
- 앤젤리카 휴스턴
- 짐 브로드벤트
- 맷 키슬러
- 이선 수플리
- 조엘 무어
- 닉 스워드슨
- 애덤 스콧
- 에즈라 버징턴
- 캐서린 메니그
- 스쿠트 맥네리
- 스티브 부세미
- 브라이언 게러티
- 마이클 셰이머스 와일스
- 셸리 콜

## 기타 제작진
- 공동 제작: 대니얼 클라우스
- 배역: 앤 골더, 커샌드라 쿨루컨디스
- 미술: 하워드 커밍스
- 의상: 베치 하이먼